# Schwalbe Women's One Day Classic
La Schwalbe Women's One Day Classic és una cursa femenina de ciclisme d'un dia en format critèrium que es celebra a Austràlia des de l'any 2025. Està integrada dins el calendari femení de l'UCI com a cursa de categoria 1.Pro des de l'any de la seva creació. S'aprofitarà la darrera etapa del Tour Down Under per a promocionar el ciclisme femení.
La primera edició es va disputar a Adelaida.

## Palmarès
| Any  | Vencedor      | Segon         | Tercer           |
| ---- | ------------- | ------------- | ---------------- |
| 2025 | Clara Copponi | Georgia Baker | Rachele Barbieri |